# ISO 3166-2:NZ
ISO 3166-2:NZ é a entrada para Nova Zelândia no ISO 3166-2, parte do padrão ISO 3166 publicado pela Organização Internacional para Padronização (ISO), que define códigos para os nomes das principais subdivisões (ex., províncias ou estados) de todos os países codificado no ISO 3166-1.
Atualmente, para a Nova Zelândia, os códigos ISO 3166-2 são definidos para dois níveis de subdivisões:
- 2 ilhas (ou seja, a Ilha do Norte e a Ilha do Sul)
- 12 conselhos regionais, 4 autoridades unitárias, e 1 ilha de autoridade especial

Ilhas remotas que estão fora da autoridade de todas as regiões, tais como a Ilhas Kermadec e as  Ilhas sub-antárticas da Nova Zelândia, não estão listados.
Cada código é composto por duas partes, separadas por um hífen. A primeira parte é NZ, o código ISO 3166-1 alfa-2 da Nova Zelândia. A segunda parte é um dos seguintes procedimentos:
- uma letra: ilhas
- três letras: conselhos regionais, autoridades unitárias, e Ilha de autoridade  especial

## Códigos atuais
Nomes de subdivisões estão listados como no padrão ISO 3166-2 publicada pela ISO 3166 Agência de Manutenção (ISO 3166/MA).
Códigos ISO 639-1 são usados para representar nomes de subdivisões nas seguintes línguas administrativas:
- (en): Inglês
- (mi): Maori

Clique no botão no cabeçalho da coluna para classificar cada uma.

### Ilhas
| Código | Nome da subdivisão (en) |
| ------ | ----------------------- |
| NZ-N   | Ilha do Norte           |
| NZ-S   | Ilha do Sul             |

### Conselhos regionais, autoridades unitárias, e Ilha de autoridade  especial
| Código | Nome da subdivisão (en)   | Nome da subdivisã (mi)    | Categoria da subdivisão     | Na ilha |
| ------ | ------------------------- | ------------------------- | --------------------------- | ------- |
| NZ-AUK | Auckland                  | Tāmaki-makau-rau          | conselho regional           | N       |
| NZ-BOP | Bay of Plenty             | Te Moana a Toi Te Huatahi | conselho regional           | N       |
| NZ-CAN | Canterbury                | Waitaha                   | conselho regional           | S       |
| NZ-HKB | Hawke's Bay               | Te Matau a Māui           | conselho regional           | N       |
| NZ-MWT | Manawatu-Wanganui         | Manawatu Whanganui        | conselho regional           | N       |
| NZ-NTL | Northland                 | Te Tai tokerau            | conselho regional           | N       |
| NZ-OTA | Otago                     | Ō Tākou                   | conselho regional           | S       |
| NZ-STL | Southland                 | Murihiku                  | conselho regional           | S       |
| NZ-TKI | Taranaki                  | Taranaki                  | conselho regional           | N       |
| NZ-WKO | Waikato                   | Waikato                   | conselho regional           | N       |
| NZ-WGN | Wellington                | Te Whanga-nui-a-Tara      | conselho regional           | N       |
| NZ-WTC | West Coast                | Te Taihau ā uru           | conselho regional           | S       |
| NZ-GIS | Gisborne (distrito)       | Tūranga nui a Kiwa        | autoridade unitária         | N       |
| NZ-MBH | Marlborough (distrito)    |                           | autoridade unitária         | S       |
| NZ-NSN | Nelson City               | Whakatū                   | autoridade unitária         | S       |
| NZ-TAS | Tasman (distrito)         |                           | autoridade unitária         | S       |
| NZ-CIT | Chatham Islands Territory | Wharekauri                | ilha de autoridade especial | —       |

## Mudanças
As alterações a seguir à entrada foram anunciadas em boletins pela ISO 3166/MA desde a primeira publicação da norma ISO 3166-2 em 1998:
| Boletim         | Data de emissão | Descrição das alterações no boletim | Código/Mudança subdivisão                                 |
| --------------- | --------------- | --- | --------------------------------------------------------- |
| Newsletter II-2 | 2010-06-30      | A adição do prefixo do código do país, como elemento primeiro código, além de nomes em línguas administrativas, atualização da estrutura administrativa e da fonte da lista | Subdivisões adicionadas: NZ-CIT Chatham Islands Territory |